# Bayerisches Landesamt für Steuern
Das Bayerische Landesamt für Steuern (BayLfSt) ist eine Landesbehörde des Freistaats Bayern. Als Mittelbehörde der bayerischen Steuerverwaltung ist das BayLfSt Bindeglied zwischen dem Bayerischen Staatsministerium der Finanzen und für Heimat und den regionalen Finanzämtern und unterstützt die nachgeordneten Finanzämter in fachlicher, organisatorischer und technischer Hinsicht.

## Sitz und Dienststellen
Der Hauptsitz befindet sich in München in der Sophienstraße 6. Daneben bestehen weitere Dienststellen in Nürnberg (Krelingstraße 50), Zwiesel (Stadtplatz 25) und Neustadt an der Aisch (Bamberger Str. 50c). Sowohl in München als auch in Nürnberg befinden sich ausgelagerte Stellen insbesondere im Bereich der IT, die nicht für den regulären Publikumsverkehr geöffnet sind. Das Rechenzentrum Nord verfügt über Dienststellen in Nürnberg und München.

## Aufgaben

### Allgemeines
Die Behörde ist der Ansprechpartner des Bayerischen Staatsministeriums der Finanzen und für Heimat auf dem Gebiet der Steuerverwaltung und als Mittelbehörde das Bindeglied zu den bayerischen Finanzämtern. Sie unterstützt die ihr nachgeordneten bayerischen Finanzämter in fachlicher, organisatorischer und technischer Hinsicht und übt über diese die Fach- und Dienstaufsicht aus.
Im Gegensatz zu den Finanzämtern ist das BayLfSt kein direkter Ansprechpartner für Anfragen von Steuerbürgerinnen und -bürgern zu Steuerbescheiden oder Problemen bei der Steuerfestsetzung oder -erhebung.
Die Behörde ist IT-Dienstleister für die bayerische Steuer- und Justizverwaltung. Sie ist im Rahmen des bundesweiten Vorhabens KONSENS an der Entwicklung der Steuersoftware für die Steuerverwaltung der 16 Bundesländer beteiligt. Sie übernimmt die Aufgaben einer zentralen Vergabestelle für das Finanzressort.
Zudem erledigt die Behörde zentral für alle bayerischen Finanzämter die wesentlichen Aufgaben auf dem Gebiet des Personalwesens. Dazu gehören insbesondere die Auswahl und Einstellung von Nachwuchskräften sowie Ausbildung und Fortbildung.
Die Behörde erfüllt auch Aufgaben nach dem Steuerberatungsgesetz und ist in vielfältiger Hinsicht Servicedienstleister für die Steuerberater in Bayern.

### Organisationsstruktur
Die Behörde wird von einem Präsidenten mit Sitz in München geleitet. Der amtierende Präsident ist seit 2023 Paul Alexander König.
Die Aufgabengebiete sind untergliedert in den Bereich Steuern und den Bereich Information und Kommunikation (IuK). Jedem Bereich steht ein Bereichsleiter vor, beide haben gleichzeitig die Stellung eines Vizepräsidenten. Die beiden Bereiche sind wiederum in Abteilungen untergliedert, deren Aufgaben sich jeweils auf mehrere Referate verteilen. Der Bereich Steuern wird von Vizepräsident Christoph Habammer und der Bereich IuK von Vizepräsident Andreas Koch geleitet. Das Rechenzentrum Nord ist organisatorisch unter das Dach des Bayerischen Landesamts für Steuern im Bereich Information und Kommunikation als Abteilung IuK 3 eingegliedert. Der Bereich IuK tritt neben der Betreuung der IT-Landschaft in der Bayerischen Steuerverwaltung mittlerweile auch als IT-Dienstleister für andere Landesbehörden und Ministerien in Bayern auf. Außerdem ist die Anwendungsentwicklung Basis für die Entwicklung der elektronischen Steuererklärung ELSTER.

### Bereich Steuer
Der Bereich Steuer gliedert sich auf in vier Abteilungen:
- St 1: Organisation
- St 2: Personalwesen
- St 3: Einzelsteuern
- St 4: Verfahrensrecht, Prüfdienste
- St Q: Querschnittsaufgaben Steuer

### Bereich IuK (Informationstechnik und Kommunikationstechnologie)
Der Bereich IuK besteht aus vier Abteilungen:
- IuK 1: Anwendungsentwicklung (Aufgabe dieses Bereichs ist die Softwareentwicklung für die bayerische Steuerverwaltung sowie für ELSTER. Dies geschieht teilweise in bundesländerübergreifenden Arbeitsgruppen im Projekt KONSENS)
- IuK 2: Zentrale Aufgaben (Personalwesen und Organisation IuK-Bereich, Finanz- und Verfahrensmanagement)
- IuK 3: Rechenzentrum Nord (Betrieb eines Rechenzentrums für die bayerische Verwaltung)
- IuK 4: (Multi-)Projektmanagement; Stellvertretende Gesamtleitung KONSENS; Koordinierung Innovative Datenanalyse

## Entstehung
Die Behörde ist im Rahmen der Verwaltungsreform der bayerischen Staatsregierung „Verwaltung 21“ entstanden. Im Rahmen der Neustrukturierung der bayerischen Behörden wurden zum 1. August 2005 die Besitz- und Verkehrsteuerabteilungen der bisherigen Oberfinanzdirektionen München und Nürnberg und das Technische Finanzamt Nürnberg (TFA) zu einer neuen Behörde zusammengefasst, die Steuerfachkompetenz, das erforderliche IT-Know-how und die notwendigen technischen Ressourcen unter einem Dach vereint.
Vorübergehend wurden auch die beiden in den Oberfinanzdirektionen angesiedelten Landesbauabteilungen München und Nürnberg an das BayLfSt organisatorisch angeschlossen. Diese beiden Abteilungen wurden zum 1. Januar 2006 zusammengefasst und als eine Landesbaudirektion in die Autobahndirektion Nordbayern eingegliedert.
Das vormals bei der Oberfinanzdirektion München angesiedelte Landesentschädigungsamt und Staatsschuldenverwaltung wurde zum 1. August 2005 in das neue Landesamt für Finanzen integriert.
Während sämtliche Aufgabenbereiche der Oberfinanzdirektion München auf andere Behörden übertragen wurden, bestand die Oberfinanzdirektion Nürnberg zunächst als Mittelbehörde der Bundeszollverwaltung in Bayern fort. Sie wurde im Rahmen der Verwaltungsreform „Strukturentwicklung Bundesfinanzverwaltung“ durch das Bundesministerium der Finanzen zum 31. Dezember 2007 aufgelöst. Ihre Nachfolgerin wurde die Bundesfinanzdirektion Südost mit Sitz in Nürnberg als eine von bundesweit fünf neu errichteten Mittelbehörden der Bundesfinanzverwaltung. Diese wurden zum 1. Januar 2016 zur Generalzolldirektion, die weiter eine Dienststelle in Nürnberg unterhält.

## Liste der Präsidenten
- 2005–2008 Ulrich Exler
- 2009–2020 Roland Jüptner
- 2020–2023 Volker Freund
- Seit 2023 Paul Alexander König